# Gefleckter Langrüssler
Der Gefleckte Langrüssler (Cyphocleonus dealbatus) ist ein Käfer aus der Familie der Rüsselkäfer und der Unterfamilie Lixinae.

## Merkmale
Es handelt sich um einen verhältnismäßig großen, kräftigen und langgestreckten Rüsselkäfer. Die Größe liegt zwischen 8 und 12 mm. Der Rüssel ist auf der Oberseite flach und mit einem Kiel versehen. Der Kopf ist hinter den Augen etwas eingeschnürt. Die Oberseite ist fleckig weiß oder beige beschuppt, so dass sich ein gescheckter Gesamteindruck ergibt.

## Biologie
Die Larven bilden Wurzelgallen in verschiedenen Korbblütlern. Als Wirtspflanzen bekannt sind unter anderem Gewöhnlicher Beifuß (Artemisia vulgaris), Schafgarbe (Achillea millefolim agg.) und Rainfarn (Tanacetum vulgare). Die Verpuppung erfolgt im Inneren der Wurzel. Der Schlupf erfolgt ab August bis September, die Käfer erscheinen in dieser Zeit und fressen an den Wirtspflanzen. Anschließend überwintern sie, um ab März aus der Winterruhe hervorzukommen und im Mai/Juni Eier in die Wurzeln der Wirtspflanzen zu legen.

## Verbreitung und Vorkommen
Die Art kommt von Europa bis Asien vor. In Deutschland war die Art früher weit verbreitet, heute ist sie selten geworden, obwohl die Wirtspflanzen allgegenwärtig sind. Bevorzugt werden trockene und warme Lebensräume, wie Magerrasen und sandige Brachflächen.

## Gefährdung
Die Art gilt in Deutschland als gefährdet, im Bundesland Berlin vom Aussterben bedroht. Als Gefährdungsursachen wird der Verlust von als Habitat geeigneten Freiflächen durch Sukzession, Bebauung und Aufforstung genannt.